# Premi Demídov

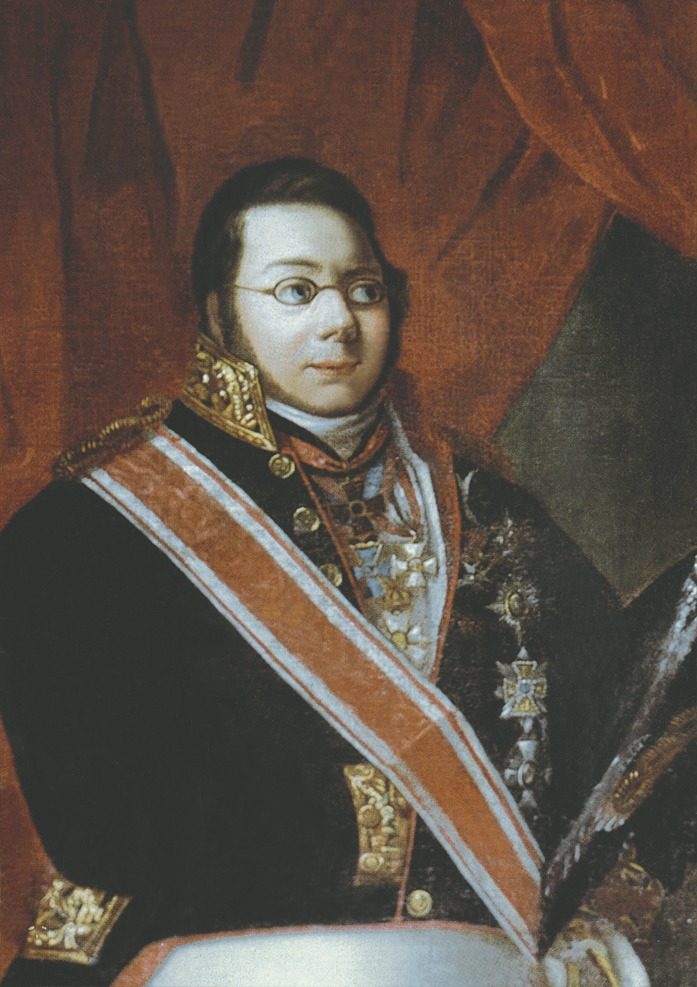
Pàvel Nikolàievitx Demídov, el fundador del premi

El Premi Demídov (rus: Демидовская премия, Demídovskaia prémia) és un premi científic nacional de l'Imperi Rus que va atorgar anualment als membres de l'Acadèmia Russa de les Ciències. Un del més prestigiós i premis científics més vells al món, les seves tradicions van influir altres premis d'aquesta classe incloent-hi el Premi Nobel. El Premi Demídov va ser restaurat pel govern de l'óblast de Sverdlovsk el 1993.

## Història
El 1831 Pavel Nikolàievitx Demídov, representant de la famosa família Demídov, va establir un premi científic en nom seu. L'Acadèmia de Ciències de Sant Petersburg (ara l'Acadèmia de Ciències de Rússia) va ser escollit com la institució adjudicatària. El 1832, el president de l'Acadèmia de Ciències de Petersburg, Serguei Uvarov, va atorgar els primers premis.
De 1832 a 1866 l'Acadèmia va atorgar 55 premis complets (5.000 rubles) i 220 premis de part. Entre els guanyadors van ser molts prominents científics russos: el fundador de la cirurgia de camp i l'inventor del mètode d'immobilització del guix en el tractament de les fractures, Nikolai Pirogov; el navegant i geògraf Adam Johann von Krusenstern; el creador de la taula periòdica d'elements, Dmitri Mendeléiev; l'inventor del motor elèctric, Boris Yakobi; i molts altres.
Des del 1866, vint-i-cinc anys després de la mort de Pàvel Demídov i d'acord amb els termes del seu llegat, no hi va haver més premis.
El 1993, per iniciativa del vicepresident de l'Acadèmia Russa de les Ciències, Gennady Mesyats i el governador de l'óblast de Sverdlovsk, Eduard Rossel, es va restaurar la tradició del premi. És atorgat pels èxits destacats en les ciències naturals i humanes. Els guanyadors són triats anualment entre els membres de l'Acadèmia Russa de les Ciències. D'acord amb la tradició, la Fundació Científica Demídov tria tres o quatre acadèmics tots els anys per rebre el premi. El premi inclou una medalla, un diploma i 10.000 dòlars. El lliurament de premis es porta a terme cada any al Palau del Governador de l'óblast de Sverdlovsk, a Iekaterinburg, Rússia. Els destinataris del premi també donen conferències a la Universitat Estatal dels Urals (Conferències Demídov).

## Historial
| Any                                        | Retrat | Beneficiari(s)                           | Camp(s)                           | Ref   |
| ------------------------------------------ | ------ | ---------------------------------------- | --------------------------------- | ----- |
| 1832                                       |        | Magnus Georg Paucker                     | Física                            | [ 1 ] |
| 1832                                       |        | Julius Hagemeister                       | Ciències econòmiques              | [ 1 ] |
| 1833                                       |        | Aleksandr Vostokov                       | Filologia                         | [ 1 ] |
| 1833                                       |        | Carl Philipp Reiff                       | Filologia                         | [ 1 ] |
| 1835                                       |        | fr Theodore Sidonsky                     | Filosofia                         | [ 1 ] |
| 1835                                       |        | Archimandrite Hyacinth (Nikita Bichurin) | Història                          | [ 1 ] |
| 1835                                       |        | Pyotr Sokolov                            | Filologia                         | [ 1 ] |
| 1836                                       |        | Friedrich Benjamin Lütke                 | Geografia                         | [ 1 ] |
| 1836                                       |        | Nikolai Brashman                         | Matemàtiques                      | [ 1 ] |
| 1836                                       |        | Alexander Mikhailovsky-Danilevsky        | Història                          | [ 1 ] |
| 1837                                       |        | Adam Johann von Krusenstern              | Geografia                         | [ 1 ] |
| 1837                                       |        | Friedrich Wilhelm Argelander             | Astronomia                        | [ 1 ] |
| 1837                                       |        | Nikolay Ustryalov                        | Història                          | [ 1 ] |
| 1838                                       |        | Stanislav Chaudoir                       | Història                          | [ 1 ] |
| 1839                                       |        | Archimandrite Hyacinth (Nikita Bichurin) | Filologia                         | [ 1 ] |
| 1839                                       |        | Alexander Kazembek                       | Filologia                         | [ 1 ] |
| 1839                                       |        | Nikolay Medem                            | Ciències militars                 | [ 1 ] |
| 1840                                       |        | Mikhail Pogodin                          | Filologia                         | [ 1 ] |
| 1840                                       |        | David Chubinashvili                      | Filosofia                         | [ 1 ] |
| 1840                                       |        | Moritz von Jacobi                        | Física                            | [ 1 ] |
| 1841                                       |        | Alexander Postels                        | Biologia                          | [ 1 ] |
| 1841                                       |        | Franz Josef Ruprecht                     | Biologia                          | [ 1 ] |
| 1842                                       |        | Ferdinand von Wrangel                    | Geografia                         | [ 1 ] |
| 1844                                       |        | Aleksandr Vostokov                       | Filosofia                         | [ 1 ] |
| 1844                                       |        | Fr Gerasim Pavsky                        | Filosofia                         | [ 1 ] |
| 1844                                       |        | Nikolai Pirogov                          | Medicina                          | [ 1 ] |
| 1845                                       |        | Friedrich von Adelung                    | Geografia                         | [ 1 ] |
| 1846                                       |        | Aleksey Savich                           | Astronomia                        | [ 1 ] |
| 1846                                       |        | Józef Kowalewski                         | Filosofia                         | [ 1 ] |
| 1846                                       |        | Karl Ernst Claus                         | Química                           | [ 1 ] |
| 1847                                       |        | Alexander Keyserling                     | Geografia                         | [ 1 ] |
| 1847                                       |        | Paul von Krusenstern                     | Geografia                         | [ 1 ] |
| 1847                                       |        | Anatoly Demidov                          | Geografia                         | [ 1 ] |
| 1847                                       |        | Dmitry Tolstoy                           | Història                          | [ 1 ] |
| 1847                                       |        | David Chubinashvili                      | Filosofia                         | [ 1 ] |
| 1848                                       |        | Johan Jakob Nervander                    | Meteorologia                      | [ 1 ] |
| 1849                                       |        | Pafnuty Chebyshev                        | Matemàtiques                      | [ 1 ] |
| 1850                                       |        | Fyodor Goremykin                         | Ciències militars                 | [ 1 ] |
| 1851                                       |        | Nikolai Pirogov                          | Medicina                          | [ 1 ] |
| 1851                                       |        | Michael Reinecke                         | Geografia                         | [ 1 ] |
| 1852                                       |        | Konstantin Nevolin                       | Història                          | [ 1 ] |
| 1852                                       |        | Loggin Seddeler                          | Ciències militars                 | [ 1 ] |
| 1853                                       |        | Dmitry Milyutin                          | Història                          | [ 1 ] |
| 1854                                       |        | Metropolitan Macarius (Mikhail Bulgakov) | Teologia                          | [ 1 ] |
| 1854                                       |        | Konstantin Nevolin                       | Història                          | [ 1 ] |
| 1855                                       |        | Dmitrii Ivanovich Zhuravskii             | Technical sciences                | [ 1 ] |
| 1857                                       |        | Nikolai Turchaninov                      | Biologia                          | [ 1 ] |
| 1857                                       |        | Heinz Christian Pander                   | Geografia                         | [ 1 ] |
| 1858                                       |        | Iosif Goshkevich                         | Filosofia                         | [ 1 ] |
| 1859                                       |        | Carl Johann Maximovich                   | Biologia                          | [ 1 ] |
| 1860                                       |        | Nikolai Pirogov                          | Medicina                          | [ 1 ] |
| 1860                                       |        | Fyodor Dmitriyev                         | Dret                              | [ 1 ] |
| 1861                                       |        | Pyotr Pekarsky                           | Filosofia                         | [ 1 ] |
| 1861                                       |        | Modest Bogdanovich                       | Història                          | [ 1 ] |
| 1862                                       |        | Modest von Korff                         | Història                          | [ 1 ] |
| 1862                                       |        | Dmitri Mendeléiev                        | Química                           | [ 1 ] |
| 1863                                       |        | Grigory Butakov                          | Ciències del mar                  | [ 1 ] |
| 1865                                       |        | Friedrich von Smitt                      | Història                          | [ 1 ] |
| 1865                                       |        | Ludwig Schwarz                           | Geodèsia                          | [ 1 ] |
| No adjudicat a partir de 1866 fins al 1992 |        |                                          |                                   |       |
| 1993                                       |        | Sergei Vonsovsky                         | Física                            | [ 1 ] |
| 1993                                       |        | Nikolay Kochetkov                        | Química                           | [ 1 ] |
| 1993                                       |        | Boris Chesnokov                          | Geologia                          | [ 1 ] |
| 1993                                       |        | Valentin Yanin                           | Història                          | [ 1 ] |
| 1993                                       |        | Anatoly Karpov                           | Ciències econòmiques              | [ 1 ] |
| 1994                                       |        | Boris Rauschenbach                       | Mecànica                          | [ 1 ] |
| 1994                                       |        | Aleksandr Bayev                          | Biologia                          | [ 1 ] |
| 1994                                       |        | Pyotr Kropotkin                          | Geologia                          | [ 1 ] |
| 1994                                       |        | Nikita Tolstoy                           | Filosofia                         | [ 1 ] |
| 1995                                       |        | Andrey Gaponov-Grekhov                   | Física                            | [ 1 ] |
| 1995                                       |        | Genrich Tolstikov                        | Química                           | [ 1 ] |
| 1995                                       |        | Vladimir Magnitsky                       | Geofísica                         | [ 1 ] |
| 1995                                       |        | Nikolay Pokrovsky                        | Història                          | [ 1 ] |
| 1996                                       |        | Nikolay Krasovsky                        | Matemàtiques i mecànica           | [ 1 ] |
| 1996                                       |        | Vladimir Sokolov                         | Biologia                          | [ 1 ] |
| 1996                                       |        | Georgy Golitsyn                          | Ciències de la Terra              | [ 1 ] |
| 1996                                       |        | Yevgeni Chelyshev                        | Filosofia                         | [ 1 ] |
| 1997                                       |        | Alexander Skrinsky                       | Física                            | [ 1 ] |
| 1997                                       |        | Nikolay Vatolin                          | Química                           | [ 1 ] |
| 1997                                       |        | Nikolay Laverov                          | Ciències de la Terra              | [ 1 ] |
| 1997                                       |        | Andrey Zaliznyak                         | Lingüística                       | [ 1 ] |
| 1998                                       |        | Oleg Gazenko                             | Biologia                          | [ 1 ] |
| 1998                                       |        | Andre Gonchar                            | Matemàtiques                      | [ 1 ] |
| 1998                                       |        | Valentin Sedov                           | Història                          | [ 1 ] |
| 1998                                       |        | Nikolay Yushkin                          | Ciències de la Terra              | [ 1 ] |
| 1999                                       |        | Jorés Alfiórov                           | Física                            | [ 1 ] |
| 1999                                       |        | Nikolay Dobretsov                        | Ciències de la Terra              | [ 1 ] |
| 1999                                       |        | Vladimir Tartakovsky                     | Química                           | [ 1 ] |
| 2000                                       |        | Victor Maslov                            | Matemàtiques                      | [ 1 ] |
| 2000                                       |        | Nikolay Semikhatov                       | Mecànica                          | [ 1 ] |
| 2000                                       |        | Rem Petrov                               | Ciències de la Terra              | [ 1 ] |
| 2000                                       |        | Tatyana Zaslavskaya                      | Ciències econòmiques i sociologia | [ 1 ] |
| 2001                                       |        | Aleksandr Prokhorov                      | Física                            | [ 1 ] |
| 2001                                       |        | Viktor Kabanov                           | Química                           | [ 1 ] |
| 2001                                       |        | Igor Gramberg                            | Ciències de la Terra              | [ 1 ] |
| 2002                                       |        | Ludvig Faddéiev                          | Matemàtiques                      | [ 1 ] |
| 2002                                       |        | Viktor Savelyev                          | Medicina                          | [ 1 ] |
| 2002                                       |        | Vladimir Kudryavtsev                     | Dret                              | [ 1 ] |
| 2002                                       |        | Gennady Mesyats                          | Física                            | [ 1 ] |
| 2003                                       |        | Boris Litvinov                           | Física                            | [ 1 ] |
| 2003                                       |        | Irina Beletskaya                         | Química                           | [ 1 ] |
| 2003                                       |        | Oleg Bogatikov                           | Ciències de la Terra              | [ 1 ] |
| 2004                                       |        | Guri Martxuk                             | Matemàtiques                      | [ 1 ] |
| 2004                                       |        | Vladimir Bolshakov                       | Biologia                          | [ 1 ] |
| 2004                                       |        | Anatoly Derevyanko                       | Història i arqueologia            | [ 1 ] |
| 2005                                       |        | Oleg Krokhin                             | Física                            | [ 1 ] |
| 2005                                       |        | Nikolay Lyakishev                        | Fisicoquímica                     | [ 1 ] |
| 2005                                       |        | Aleksey Kontorovich                      | Ciències de la Terra              | [ 1 ] |
| 2006                                       |        | Timur Eneev                              | Matemàtiques                      | [ 1 ] |
| 2006                                       |        | Veniamin Alekseyev                       | Història                          | [ 1 ] |
| 2006                                       |        | Vladimir Kulakov                         | Medicina                          | [ 1 ] |
| 2007                                       |        | Boris Kovalchuk                          | Física                            | [ 1 ] |
| 2007                                       |        | Oleg Chupakhin                           | Química                           | [ 1 ] |
| 2007                                       |        | Mikhail Kuzmin                           | Ciències de la Terra              | [ 1 ] |
| 2008                                       |        | Evgeny Mischenko                         | Matemàtiques                      | [ 1 ] |
| 2008                                       |        | Anatoly Grigoriev                        | Medicina                          | [ 1 ] |
| 2008                                       |        | Valery Makarov                           | Ciències econòmiques              | [ 1 ] |
| 2009                                       |        | Yuri Kagan                               | Física                            | [ 1 ] |
| 2009                                       |        | Dmitry Rundkvist                         | Ciències de la Terra              | [ 1 ] |
| 2009                                       |        | Yuri Tretyakov                           | Química                           | [ 1 ] |
| 2009                                       |        | Alexey Olovnikov                         | Biologia                          | [ 1 ] |
| 2010                                       |        | Yury Osipov                              | Matemàtiques                      | [ 1 ] |
| 2010                                       |        | Gennady Sakovich                         | Química                           | [ 1 ] |
| 2010                                       |        | Sergei Alekseev                          | Humanitats                        | [ 1 ] |
| 2011                                       |        | Alexander Andreev                        | Física                            | [ 1 ] |
| 2011                                       |        | Yuriy Zhuravlyov                         | Biologia                          | [ 1 ] |
| 2011                                       |        | Vladimir Kotlyakov                       | Ciències de la Terra              | [ 1 ] |
| 2012                                       |        | Yevgeny Primakov                         | Ciències socials                  | [ 2 ] |
| 2012                                       |        | Ilya Moiseev                             | Química                           | [ 2 ] |
| 2012                                       |        | Eugeny Avrorin                           | Física                            | [ 2 ] |
| 2013                                       |        | Yuri Yershov                             | Matemàtiques                      | [ 3 ] |
| 2013                                       |        | Alexander Spirin                         | Biologia                          | [ 3 ] |
| 2013                                       |        | Clement Troubetzkoy                      | Mineria                           | [ 3 ] |
| 2014                                       |        | Nikolai Kardashev                        | Astrofísica                       | [ 4 ] |
| 2014                                       |        | Oleg Nefedov                             | Química                           | [ 4 ] |
| 2014                                       |        | Bagrat Sandukhadze                       | Millora del blat                  | [ 4 ] |